# 宮田伊知郎
宮田 伊知郎（みやた いちろう、1973年-）は、日本のアメリカ史研究者。埼玉大学教養学部教授。
2024年に50才で埼玉大学教養学部長となった。

## 来歴

### 学歴
1996年に埼玉大学教養学部教養学科アメリカ研究コースを卒業。同大大学院に進み、1998年に大学院文化科学研究科修士課程を修了。その後、一橋大学大学院に移り、2006年に大学院社会学研究科博士後期課程を単位取得満期退学。2010年にジョージア大学大学院歴史学研究科博士課程を修了し、Ph.D.（歴史学）を取得。

### 職歴
2006年、淑徳大学国際コミュニケーション学部嘱託講師となる。翌2007年に埼玉大学教養学部助教に移り、2009年に准教授に昇進。2022年に同大教授に昇任、2024年からは同学部長を務める。

## 著書

### 編著
- 『現代アメリカ政治外交史 ―「アメリカの世紀」から「アメリカ第一主義」まで』、青野利彦・倉科一希・宮田伊知郎（編著）、ミネルヴァ書房、2020年
- 『よくわかるアメリカの歴史』、梅﨑透・坂下史子・宮田伊知郎（編著）、ミネルヴァ書房、2021年

### 論文
- CiNii>宮田伊知郎

### 科研費
- 科研費>宮田伊知郎